# Michel Lambert (Schlagzeuger)
Michel Joseph Jules Lambert (* 24. Oktober 1959 in Quebec) ist ein kanadischer Komponist und Schlagzeuger des Modern Creative.

## Leben und Wirken
Lambert, der aus einer Musikerfamilie stammt,  studierte zunächst am Conservatoire de Musique de Quebec, dann am Berklee College of Music in Boston. Ab 1983 reiste er für drei Jahre nach Los Angeles, New York, Europa und Asien; er trat unter anderem beim Jazzfest Wien, Jak Jazz in Jakarta, Pori Jazz und dem Europa Jazz Festival du Mans auf. Dabei kam es zur Zusammenarbeit mit u. a. Marcus Belgrave, Pat LaBarbera, Julian Priester, Mike Nock, Peter Appleyard, Ted Curson, Charlie Haden, John Zorn, John Tchicai, David Torn und Mick Karn.
Als Komponist schrieb er 1998 sein Journal des Episodes - 366 Episodes pour orchestre symphonique, das 1992 vom Winnipeg Symphony Orchestra uraufgeführt wurde. Seit 1990 gehört er zum Trio von François Carrier, mit dem er zahlreiche Alben einspielte. Dabei kam es auch zu Aufnahmen mit Uri Caine und mit Paul Bley/Gary Peacock. Lambert spielte auch mit Don Thompson, Sonny Greenwich, Herbie Spanier, Ed Bickert, Neil Swainson und Reg Schwager.
Auch ging er im Projekt Out Twice mit seiner Frau, der Sängerin Jeannette Lambert, und Dave Young auf Europatournee; in der Folge kam es zur Zusammenarbeit mit Barre Phillips. 2004 schloss er seinen Zyklus Double Duets ab, eine Reihe von fünf Schlagzeug und Kunst-Duetten mit  Daniel Humair, Han Bennink, Bob Moses, Sven-Åke Johansson und John Heward. Auf seinem Album Le Passant (2005) arbeitete er sowohl mit einem Orchester als auch mit Improvisatoren wie Dominic Duval, Ellery Eskelin und Malcolm Goldstein zusammen. In den letzten Jahren sind auch mehrere Alben mit François Carrier und Alexei Lapin entstanden.

## Diskographische Hinweise
- François Carrier Trio + 1: Compassion (Naxos Jazz, 2000, mit Steve Amirault, Pierre Côté)
- Jeannette Lambert / Barre Phillips / Michel Lambert: Lone Jack Pine (Fidelio Audio 2000)
- Reg Schwager, Michel Lambert, Pierre Côté: Composition with Three Figures (2003)
- Out Twice (482 Music, 2003, mit Barre Phillips bzw. John Gianelli, Milcho Leviev bzw. Lionel Garcin)
- François Carrier/Dewey Redman/Michel Donato/Ron Séguin/Michel Lambert: Open Spaces (Spool, 2006)
- François Carrier, Steve Beresford, John Edwards, Michel Lambert: Outgoing (FMR Records 2015)
- Ars Transmutatoria Bleu (2020, mit Caroline Kraabel, Adrian Northover, Susanna Ferrar, Hyelim Kim, Jeannette Lambert, Phil Minton, Trevor Taylor, Steve Beresford, Veryan Weston, Steve Noble, John Edwards)
- Ars Transmutatoria Orange (2022, mit Michel Côté, Alexandre Grogg, Jeannette Lambert, Phil Minton, Hyelim Kim, Caroline Kraabel, Adrian Northover, Veryan Weston, Steve Beresford, Susanna Ferrar, John Edwards, Trevor Taylor, Steve Noble, Laurent Charles, Davide Barbarino, Lionel Garcin, Emmanuel Cremer, Raoul Björkenheim, François Théberge, Glenn Ferris)